# Oleg Alexandrowitsch Kusmin
Oleg Alexandrowitsch Kusmin (russisch Олег Александрович Кузьмин; * 9. Mai 1981 in Moskau) ist ein ehemaliger russischer Fußballspieler. 

## Karriere

### Verein
Der Abwehrspieler spielte von 1997 bis 2000 für Spartak Moskau. Absolvierte allerdings nur eine Partie in der Premjer-Liga und wurde meistens in der zweiten Mannschaft eingesetzt. 2001 wurde er von Uralan Elista unter Vertrag genommen. 2003 war Kusmin an Tschernomorez Noworossijsk verliehen. 2004 wurde er vom FK Moskau verpflichtet, wo er fünf Spielzeiten verbrachte. Anschließend lief er für den Stadtrivalen Lokomotive Moskau auf. Im August 2010 wechselte er zu Rubin Kasan.

### Nationalmannschaft
Kusmin gab sein Debüt als 34-Jähriger für die russische Nationalmannschaft am 5. September 2015 im EM-2016 Qualifikationsspiel gegen Schweden, das 1:0 endete. Sein erstes Tor erzielte er beim 2:0-Sieg in der Partie gegen Montenegro am 12. Oktober 2015.